# Emilio Bernad
Emilio Bernad Sánchez (Vall de Uxó, 22 de septiembre de 1999) es un futbolista español que juega como guardameta en el Racing Club de Ferrol de la Segunda División de España.

## Trayectoria
Nacido en Vall de Uxó, es un guardameta formado en las categorías inferiores de la UD Vall de Uxó hasta 2009, fecha en la que ingresó en el CD Castellón, donde jugaría durante dos temporadas desde 2009 a 2011.
Tras ingresar en el conjunto valencianista con apenas 12 años, iría quemando etapas en el equipo ché hasta debutar con el Valencia CF Mestalla en la temporada 2018-19.
En la temporada 2021-22, tras varias temporadas en el filial ché, fue cedido al CE Sabadell de la Primera Federación.
En la temporada 2022-23, fue tercer portero del Valencia CF, aunque jugó con el filial de la Segunda Federación.
El 13 de julio de 2023, firma por el Racing Club de Ferrol de la Segunda División de España.

### Selección nacional
Bernad fue internacional con la selección española en la categoría sub-19.

## Clubes
Actualizado al último partido disputado el 27 de mayo de 2023.
| Club                  | País   | Año       | Partidos |
| --------------------- | ------ | --------- | -------- |
| Valencia CF Mestalla  | España | 2017-2021 | 31       |
| CE Sabadell           | España | 2021-2022 | 28       |
| Valencia CF Mestalla  | España | 2022-2023 | 35       |
| Racing Club de Ferrol | España | 2023-act. | 0        |